# Kaitinano Mwemweata
Kaitinano Mwemweata   (Butaritari, 22 de juliol de 1984) és una atleta kiribatiana.
Va ser la primera persona a competir per Kiribati en els Jocs Olímpics, quan va representar el seu país en la cursa de 100 metres llisos a Atenes el 2004. Mwemweata va acabar setena de vuit en la seva sèrie, aconseguint la seva millor marca personal de 13,07 segons.
Kaitinano havia de representar Kiribati de nou als Jocs Olímpics d'Estiu de 2008 a Pequín, competint en la cursa de 200 metres llisos, però va haver de retirar-se després de contreure tuberculosi. Va ser tractada durant la celebració dels Jocs Olímpics. Va guanyar la medalla d'or en salt de llargada en el Campionat de Micronèsia, celebrat a Koror el 2003. També va participar en el Campionat del Món d'Atletisme a Edmonton el 2001.
Als Jocs Nacionals de Kiribati de 2006, Mwemweata va guanyar una medalla de bronze en el llançament de pes, una medalla de plata en salt d'alçada, i quatre medalles d'or en salt de llargada, cursa de 100 metres llisos, cursa de 200 metres llisos, i el triple salt.